# Oetzfelde
Oetzfelde ist ein Ortsteil der Gemeinde Hanstedt in der Samtgemeinde Bevensen-Ebstorf im niedersächsischen Landkreis Uelzen. 

## Geografie und Verkehrsanbindung
Oetzfelde liegt nordwestlich des Kernortes Hanstedt I an der Landesstraße L 233. Durch den Ort fließt der Schliepbach, der am westlichen Ortsrand seine Quelle hat. 

## Sehenswürdigkeiten
In der Liste der Baudenkmale in Hanstedt (Landkreis Uelzen) ist für Oetzfelde ein Gruppendenkmal aufgeführt:
- Hofanlage mit Baumbestand und Einfriedung (Oetzfelde 1)